# Otto Schlichter
Otto Schlichter (* 14. Juli 1930 in Münster; † 19. März 2011) war ein deutscher Jurist, Rechtswissenschaftler und Richter am deutschen Bundesverwaltungsgericht. Von 1990 bis 1993 war er Vizepräsident des Bundesverwaltungsgerichtes.

## Leben
Otto Schlichter studierte in den Universitäten Tübingen, München und Münster. 1951 wurde er Mitglied der katholischen Studentenverbindung AV Guestfalia Tübingen im CV, aus der er nach 1964 ausschied. Er promovierte 1957 in Münster und begann 1958 seine richterliche Karriere. Nachdem er als Richter am Landgericht Münster, Verwaltungsgericht Münster, Verwaltungsgericht Oldenburg und Oberverwaltungsgericht Lüneburg tätig gewesen war, wurde Schlichter 1973 Richter am Bundesverwaltungsgericht. Er gehörte dort dem 4. Revisionssenat an, der für Bau- und Fachplanungsrecht zuständig ist. 1977 erhielt er die Lehrbefugnis an der Technischen Universität Berlin für Planungs-, Bau- und Umweltschutzrecht und wurde Honorarprofessor an der Universität Göttingen. 1986 wurde er Vorsitzender des 4. Revisionssenats und am 1. September 1990 Vizepräsident des Gerichtes. Ende September 1993 trat er in den Ruhestand, nachdem ihm zuvor noch das Große Verdienstkreuz des Verdienstordens der Bundesrepublik Deutschland verliehen worden war.

## Wissenschaftliches Werk
Schlichter war Gründer und Mitherausgeber der 1978 begründeten Zeitschrift für deutsches und internationales Baurecht und Mitherausgeber des Berliner Kommentars zum Baugesetzbuch und kommentierte das Bundesbau- und das Städtebauförderungsgesetz. Er wurde in wissenschaftliche Beiräte des Bundesministeriums für Raumordnung, Bauwesen und Städtebau und für Ernährung, Landwirtschaft und Forsten berufen. 1994 wurde er Vorsitzender der von der Bundesregierung einberufenen „Unabhängigen Expertenkommission zur Vereinfachung und Beschleunigung von Planungs- und Genehmigungsverfahren“, die nach ihm auch „Schlichter-Kommission“ genannt wurde.

## Ehrungen
Er war Träger des Großen Verdienstkreuzes der Bundesrepublik Deutschland. 1995 wurde ihm zu Ehren die Festschrift „Planung und Plankontrolle: Entwicklungen im Bau- und Fachplanungsrecht“ von Jörg Berkemann herausgegeben.